# Chvaletická pahorkatina
Chvaletická pahorkatina je krajinná oblast (horopisná jednotka) a geomorfologický podcelek o rozloze 159,16 km² v severozápadní části Železných hor, součást Českomoravské vrchoviny v regionálním členění georeliéfu (tvaru zemského povrchu) Česka. Leží z hlediska administrativně správního většinou své rozlohy v Pardubickém kraji a úzkou částí na jihozápadě až severozápadě ve Středočeském kraji.
Krajinná oblast má protáhlý tvar úzkého trojúhelníku, orientovaného severozápad–jihovýchod, na linii mezi městem Týnec nad Labem a obcí Rabštejnská Lhota v délce přibližně 35 km, v nejširším místě severovýchod – jihozápad zhruba 8 km mezi městem Heřmanův Městec a obcí Lipovec.
Typem georeliéfu členitá pahorkatina v nadmořských výškách přibližně 198–450 m, se střední výškou 300,2 m a středním sklonem 2°54', tvořená chvaletickým žulovým masivem, stářím 480 miliónů let patří k nejstarším v Českém masivu, také s horninami železnohorského proterozoika (břidlice, droba, fylit, svor) a hlubinnými vyvřelinami (gabra), s výrazným skalním výstupem na pravém břehu řeky Labe (Týnec nad Labem).
Na vymezených lokalitách je zvláště chráněným územím, okrajová plocha územního výběžku u obce Podhořany u Ronova je od roku 1991 součástí Chráněné krajinné oblasti Železné hory. Značnou část od Chvaletic směrem k jihovýchodu překrývá od roku 2012 území Národního geoparku Železné hory.

## Název
Zeměpisné jméno (oronymum) je odvozeno od Chvaletic, ležících v polohách 210–310 m n. m. na rozhraní Chvaletické pahorkatiny a Pardubické kotliny při řece Labi, města známého zejména tepelnou elektrárnou ze 70. let 20. století a předtím rozsáhlým lomem s těžbou a výrobou pyritového koncentrátu.

## Geomorfologie
Chvaletická pahorkatina se nachází v severozápadním zakončení Železných hor. Na jihovýchodě přibližně v linii Podhořany u Ronova – Heřmanův Městec na ní navazuje jejich sousední podcelek Sečská vrchovina. Ta má v místě styku asi o 150 metrů vyšší nadmořskou výšku a prostor jejího úpatí v nadmořské výšce okolo 400–450 m n. m. je zároveň nejvyšším místem Chvaletické pahorkatiny. Nejvyšším bodem je bezejmenný vrch západně od Slavkovic (450 m). Na ostatních stranách hraničí pahorkatina s jednotlivými podřazenými celky České tabule. Na západní straně je výškový rozdíl nad přilehlou Čáslavskou kotlinou výraznější, na ostatních stranách je klesání až na výjimky pozvolnější.
Chvaletické pahorkatina jsou se dělí na dvě části. Tzv. Týnecká část vznikla oddělením severozápadního výběžku pahorkatiny řekou Labe. Její převážná část je nyní pokrytá zástavbou Týnce nad Labem. Podhořanská část neboli Stráně zahrnuje část západního svahu nad obcemi Podhořany u Ronova, Semtěš, Brambory a Svobodná Ves.
| Geomorfologické členění Železných hor                                                | Geomorfologické členění Železných hor | Geomorfologické členění Železných hor                                  |
| ------------------------------------------------------------------------------------ | ------------------------------------- | ---------------------------------------------------------------------- |
| ČESKÁ VYSOČINA • Česko-moravská subprovincie • Českomoravská vrchovina               |                                       |                                                                        |
| CHVALETICKÁ PAHORKATINA                                                              | nečlení se                            | nečlení se (bezejmenný, 450 m, západně od Slavkovic)                   |
| SEČSKÁ VRCHOVINA                                                                     | Spálavský hřbet                       | Lichnický hřbet (Krkanka, 568 m) Klokočovský hřbet (Spálava, 663 m)    |
| SEČSKÁ VRCHOVINA                                                                     | Prachovická pahorkatina               | nečlení se (Bučina, 606 m)                                             |
| SEČSKÁ VRCHOVINA                                                                     | Nasavrcká vrchovina                   | nečlení se (Krásný, 616 m)                                             |
| SEČSKÁ VRCHOVINA                                                                     | Žumberská pahorkatina                 | Miřetická pahorkatina (465 m) Prosetínská pahorkatina (Zárubka, 455 m) |
| SEČSKÁ VRCHOVINA                                                                     | Trhovokamenická vrchovina             | nečlení se (Vestec, 668 m)                                             |
| PROVINCIE • Subprovincie • Oblast / Celek / PODCELEK • Okrsek • Podokrsek • (vrchol) |                                       |                                                                        |

## Významné vrcholy
Nadmořská výška vrcholů postupně roste ve směru od severozápadního zakončení k úpatí Sečské vrchoviny. Často nejsou vůči svému okolí dominantní a proto nenesou žádné jméno.
- Šibeník (234 m)
- Vratiškovka (251 m)
- Na vratech (265 m)
- Oklika (307 m)
- Velká ruda (328 m)
- Višňovka (384 m)
- Černá skála (414 m) – nejvyšší pojmenovaný vrchol

## Vodstvo
Západní svah hřebenu odvodňuje souběžně s ním tekoucí řeka Doubrava. Větší část pahorkatiny, díky pozvolnějšímu východnímu svahu, odvodňují potoky tekoucí severním směrem k řece Labi. Nejvýznamnější Struha, dále její pravý přítok Zlatý potok napájející rybník v rekreační oblasti Konopáč a Krasnický potok pramenící ve studánce Litocha. Na plochém hřebenu Chvaletické pahorkatiny se nachází i několik rybníků.

## Vegetace
Chvaletickou pahorkatinu pokrývají lesní porosty přerušované poli v okolí jednotlivých obcí. Rozsáhlejší pole se nacházejí v severozápadním zakončení hřebenu jižně od řeky Labe.

## Národní geopark Železné hory
Národní geopark Železné hory prezentuje také geologickou historii Chvaletické pahorkatiny. Od roku 2012 překrývá území od rozhraní se Sečskou vrchovinou přibližně po lokalitu s městem Chvaletice. Významné jsou lokality prezentující gegologickou minulost:
- Starohory (proterozoikum); lokality Týnec nad Labem (skála na břehu řeky Labe s hlubinnými vyvřelinami gabra do starších břidlic s pyritem), Chvaletice (ložiska pyritu), Litošice (tzv. litošický slepenec), Sovolusky (útvary polštářové lávy), Podhořany (na rozhraní se Středolabskou tabulí lokalita představující zdvih Železných hor podél tzv. železnohorského zlomu), Licoměřice (výskyt uranové rudy).
- Prvohory (paleozoikum); lokality Brloh (bývalý lom se sedimenty dávných moří), Lipoltice (skalní výchozy se sedimenty prvohorního moře), Chrtníky (lom s výchozy křídových sedimentů, těžba diabasu), Horní Raškovice (bývalý lom na křemenec, také pro výrobu mlýnských kamenů).
- Hlubinné vyvřeliny (plutonity); lokality Chvaletice (červená hrubozrnná žula s výskytem pyritu a žilného křemene), Morašice (v lesní prostoru veliké kameny nazývané „obří postele“ z červené žuly se stopami mrazového zvětrávání).

## Doprava

### Silnice
Napříč hřebenem Chvaletické pahorkatiny procházejí dvě silnice I. třídy. Jednak je to silnice I/2 Praha – Pardubice vedoucí lesnatým pásem mezi obcemi Bernardov a Zdechovice a silnice I/17 z Čáslavi do Chrudimi přecházející hřeben v blízkosti hranice pahorkatiny se Sečskou vrchovinou. Na mostu přes Labe v Týnci nad Labem se křižují dvě komunikace II. třídy. Silnice II/322 z Kolína do Pardubic přechází nejprve přes západní okraj Týnecké části u obce Lžovice a poté zakončení hlavního hřebenu u obce Kojice. Silnice II/327 Kutná Hora – Chlumec nad Cidlinou přechází Týneckou část při průjezdu centrem Týnce nad Labem. Od Čáslavi přichází na hřeben pahorkatiny silnice II/338, kde na křižovatce se silnicí I/2 jižně od města Chvaletice končí.

### Železnice
Po jižním břehu Labe byla vybudována železniční trať Kolín - Česká Třebová. Při jejím zdvoukolejňování byly vyhloubeny dva hluboké zářezy skrz hlavní hřeben. Přeložka byla uvedena do provozu v roce 1956. Železniční trať Přelouč - Prachovice se dotýká jihovýchodního okraje pahorkatiny.

### Vodní doprava
Labská vodní cesta prochází i místem, kde řeka oddělila od hlavního hřebenu pahorkatiny Týneckou část. Splavnost řeky končí ve Chvaletickém přístavu ležícím pod jejím severním úpatím.

### Letiště
V katastru obce Podhořany u Ronova vnitrostátní veřejné letiště (ICAO: LKPN) se sportovním zaměřením, provoz zajišťuje Východočeský aeroklub Pardubice.

## Stavby

### Trvalé osídlení
V prostoru Chvaletické pahorkatiny se nachází větší množství vesnic, které jsou od sebe většinou odděleny lesními porosty. Města se nacházejí pouze na okrajích. Chvaletice na severním, Heřmanův Městec na jihovýchodním, Týnec nad Labem pokrývá Labem téměř celou oddělenou Týneckou část pahorkatiny.

### Průmysl
Pod severními svahy pahorkatiny se nachází elektrárna Chvaletice, která jako odkaliště využívá bývalý rozsáhlý lom na těžbu pyritu. Jeho součástí bylo i rozsáhlé podzemní skladiště trhavin. Jižně od něj se nachází dvojice velkých kamenolomů.

## Turistické trasy
Funkci hřebenové trasy zde má zelená turistická značka spojující Týnec nad Labem a Semtěš, kde na ní navazuje žlutá značka do Heřmanova Městce. Jižní částí pahorkatiny prochází souběžně rovněž žlutá značka odpojující se jižně od Zdechovic ze zelené a vedoucí do Svojšic.